# Villaggio dei dannati
Villaggio dei dannati (John Carpenter's Village of the Damned) è un film del 1995 diretto da John Carpenter.
Si tratta di un rifacimento dell'omonimo film (1960), ispirato al romanzo fantascientifico I figli dell'invasione (1957) di John Wyndham, ma l'ambientazione originale si sposta dal Regno Unito agli Stati Uniti e si contraddistingue per l'introduzione di scene violente.

## Trama
A Midwich, una cittadina costiera della California, dopo un misterioso collasso collettivo che ha colpito la popolazione in autunno, dieci donne, vergini e non, si ritrovano incinte di dieci bambini. Partoriscono poi, nove mesi dopo, contemporaneamente, nove bambini con strani occhi e con capelli bianchi platinati, che si rivelano dotati di fortissimi e sinistri poteri telepatici; solo uno di essi, una bambina, non sopravvive al parto.
I bambini crescendo formano e vivono come un essere solo in perfetta simbiosi tra di loro e senza sentimenti, formando delle coppie fisse; tutti tranne David, che ha perso la sua compagna alla nascita ed è quindi ritenuto debole e inutile dagli altri bambini. Contrariamente agli altri che non paiono avere o mostrare sentimenti umani, David dimostra di sentire emozioni e di essere compassionevole nei confronti delle persone, cosa che spinge gli altri bambini del gruppo ad emarginarlo.
Ben presto, tra tutti i bambini, attira sempre più considerazione la figura di Mara ("figlia" del medico locale, il dottor Alan Chaffee, e di Barbara, morta suicida a causa sua) la più spietata del gruppo e quella che rigetta per prima David in quanto capace di esprimere emozioni umane.
Il motivo che pare spingere David a sentirsi più vicino agli umani che ai suoi coetanei è proprio la perdita della sua compagna alla nascita, che gli ha creato un senso di vuoto e dolore. La madre del ragazzino è Jill McGowan, preside della scuola del paese, che immediatamente capisce la natura diversa del "figlio" parlando con lui di vari argomenti, tra i quali anche la morte della neonata con cui avrebbe dovuto legare.
Quando i bambini sentono dolore, o in qualche modo percepiscono comportamenti negativi nei loro confronti da parte delle persone, usano le loro abilità mentali per fare del male a chi ha procurato loro fastidio, nella maggior parte dei casi uccidendo. David a differenza degli altri li usa per capire meglio il dolore che lo affligge leggendo i pensieri della gente della città che ha avuto dei traumi.
Quello che sembra essere un caso più unico che raro, in realtà si è manifestato in altre città della nazione ma anche nel resto del mondo come al confine tra Turchia e Iraq e perfino in un villaggio esquimese; le colonie di infanti sono state eliminate non appena si sono manifestate difficoltà nella loro gestione. Intuendo che a Midwich la situazione è ben diversa e fuori controllo, il team scientifico capitanato dalla dottoressa Susan Verner opta per la fuga, ma la donna viene uccisa dai bambini dopo esser stata costretta a mostrare a David il cadavere della neonata. Susan aveva tenuto il corpo per studiarlo in gran segreto, per capire meglio la natura di questi esseri dalla forma infantile ma estremamente dotati ed efferati.
Gli abitanti sono esasperati, e una folla si raduna in piazza per discutere animatamente coi bambini, nel tentativo di placare l'ondata di uccisioni e violenza che sta affliggendo la cittadina. Quando il capo della folla muore sotto l'influenza psichica dei bambini, la gente inizia a fuggire impaurita riversandosi per le strade, in nascondigli di fortuna.
Nel frattempo, il governo invia diversi poliziotti sul posto aiutati anche da un'unità della Guardia Nazionale incaricata di uccidere tutti i bambini. Ma le cose non vanno come previsto, e i bambini manipolano le menti delle forze dell'ordine creando uno spettacolare quanto sanguinoso scontro a fuoco che termina con la morte di tutti i tutori della legge.
Alan inizia a escogitare un piano estremo e rischioso, che sembra essere l'ultima cosa possibile da fare per sopravvivere ai bambini. Si è reso infatti conto di poter schermare i propri pensieri pensando in maniera intensa a qualcosa. Schermando i propri pensieri piazza all'interno della classe dei bambini una valigetta carica d'esplosivo con cui far saltare l'intero edificio.
Alan, capendo la natura diversa di David, gli chiede di lasciare un attimo l'aula per andare a prendere i libri dalla sua auto. Mara intuisce tutto, impedisce a David di uscire e cerca di leggere i pensieri di Alan. Nel frattempo arriva Jill, madre di David, che tenta di portarlo via, ma Mara se ne accorge e con la colonia la tiene ferma. In questo momento David, con un gesto di ribellione, intima a Mara di smetterla e la spintona, dimostrando definitivamente di non voler far più parte della colonia ma piuttosto di voler vivere pacificamente con la società umana. Lo spintonamento fa deconcentrare Mara dal bloccare Jill che, di nuovo in grado di muoversi, mette in salvo David. I bambini si concentrano tutti insieme per leggere la mente di Alan e, mentre sono sul punto di riuscirci, il timer attiva l'esplosivo, facendo saltare in aria l'edificio e uccidendo tutti.
Jill e David sopravvivono all'esplosione, e la donna assicura al giovane che si rifugeranno in un posto dove nessuno potrà riconoscerli; mettendosi in viaggio in auto, David pone il suo sguardo sull'orizzonte.

## Produzione
Per la terza volta per realizzare gli effetti speciali del film John Carpenter si è rivolto alla Industrial Light & Magic.

### Cast
Tra i protagonisti, Christopher Reeve (nel suo penultimo ruolo prima della paralisi permanente causata da un incidente a cavallo), Kirstie Alley, Linda Kozlowski, Michael Paré e Mark Hamill.
In una scena prima che il collasso collettivo colpisca la cittadina si intravede un cameo di John Carpenter quando Alan e Frank sono dal benzinaio: Carpenter è al telefono di spalle.

## Distribuzione
Il film uscì il 28 aprile 1995. Dopo essere uscito in Italia nel settembre 1995, ha partecipato all'edizione 1999 del Torino film festival.

## Accoglienza
Il film ricevette critiche generalmente negative dalla critica e fu un fiasco totale al botteghino. Venne invece accolto in maniera mista dal pubblico.